# Enderleinellus
Enderleinellus – rodzaj wszy należący do rodziny Enderleinellidae, pasożytujący na wiewiórkowatych powoduje chorobę wszawicę.
Gatunki należące do tego rodzaju nie posiadają oczu. Antena składa się z 5 segmentów bez dymorfizmu płciowego. Środkowa i tylna para nóg jest tej samej wielkości.
Enderleinellus stanowią rodzaj składającą się obecnie z około 50 gatunków:
- Enderleinellus arizonensis (Werneck, 1948)
- Enderleinellus blagoveshtchenskyi (Sosnina and Ozerova, 1988)
- Enderleinellus brasiliensis (Werneck, 1937)
- Enderleinellus corrugatus (Johnson, 1959)
- Enderleinellus deppei (Kim, 1966)
- Enderleinellus disparilis (Blagoveshtchensky, 1965)
- Enderleinellus dolichocephalus (Blagoveshtchensky, 1965)
- Enderleinellus dremomydis
- Enderleinellus euxeri
- Enderleinellus extremus
- Enderleinellus ferrisi (Touleshkov, 1957)
- Enderleinellus gambiani (Kuhn and Ludwig, 1965)
- Enderleinellus heliosciuri
- Enderleinellus hondurensis (Werneck, 1948)
- Enderleinellus insularis (Werneck, 1948)
- Enderleinellus kaibabensis (Kim, 1966)
- Enderleinellus kellogi
- Enderleinellus krochinae (Blagoveshtchensky, 1965)
- Enderleinellus kumadai (Kaneko, 1954)
- Enderleinellus larisci
- Enderleinellus longiceps
- Enderleinellus malaysianus
- Enderleinellus marmotae
- Enderleinellus menetensis
- Enderleinellus mexicanus (Werneck, 1948)
- Enderleinellus microsciuri (Werneck, 1948)
- Enderleinellus nannosciuri
- Enderleinellus nayaritensis (Kim, 1966)
- Enderleinellus nishimarui (Kaneko, 1963)
- Enderleinellus nitzschi
- Enderleinellus oculatus (Kim, 1966)
- Enderleinellus osborni
- Enderleinellus paralongiceps (Kim, 1966)
- Enderleinellus platyspicatus
- Enderleinellus pratti (Kim, 1966)
- Enderleinellus propinquus (Blagoveshtchensky, 1965)
- Enderleinellus puvensis (Blagoveshtchensky, 1972)
- Enderleinellus replicates (Redikorzev, 1937)
- Enderleinellus sciurotamiasis
- Enderleinellus suturalis
- Enderleinellus tamiasciuri (Kim, 1966)
- Enderleinellus tamiasis
- Enderleinellus urosciuri (Werneck, 1937)
- Enderleinellus venezuelae
- Enderleinellus zonatus